# San Jerónimo de Juárez
San Jerónimo de Juárez là thành phố thủ phủ khu đô thị Benito Juárez, bang Guerrero, tây nam México.